# Philocaenus
Philocaenus is een geslacht van vliesvleugeligen uit de familie Pteromalidae. De wetenschappelijke naam van dit geslacht is voor het eerst geldig gepubliceerd in 1952 door Grandi.

## Soorten
Het geslacht Philocaenus omvat de volgende soorten:
- Philocaenus arrujumensis van Noort, 2006
- Philocaenus bakeri van Noort, 1994
- Philocaenus barbarus (Grandi, 1955)
- Philocaenus barbatus Grandi, 1952
- Philocaenus bifurcus van Noort, 1994
- Philocaenus bouceki (Wiebes, 1982)
- Philocaenus cavus van Noort, 1994
- Philocaenus clairae van Noort, 1994
- Philocaenus comorensis van Noort, 1994
- Philocaenus comptoni van Noort, 1994
- Philocaenus geminus van Noort, 1994
- Philocaenus hippopotomus van Noort, 1994
- Philocaenus insolitus van Noort, 1994
- Philocaenus jinjaensis van Noort, 1994
- Philocaenus levis (Waterston, 1920)
- Philocaenus liodontus (Wiebes, 1979)
- Philocaenus medius van Noort, 1994
- Philocaenus quatuordentatus van Noort, 1994
- Philocaenus rasplusi van Noort, 1994
- Philocaenus rotundus van Noort, 1994
- Philocaenus silvestrii (Grandi, 1916)
- Philocaenus ugandensis van Noort, 1994
- Philocaenus warei van Noort, 1994
- Philocaenus zambesiacus van Noort, 1994